# Papuapython
Der Papuapython (Apodora papuana, Syn.: Liasis papuana), auch Papua-Olivpython, ist eine monotypische Schlangenart aus der Familie der Pythons.

## Beschreibung
Der Papuapython ist eine stämmige Schlange mit kurzem, nur schwach vom Hals abgesetzten Kopf. Mit einer Länge von durchschnittlich 1,6 bis 3,6 Metern und einer Maximallänge von 4,27 Metern ist er die zweitgrößte Schlange der notogäischen Region. Der Kopf ist hellgrau mit schwarz gerandeten Kopfschilden, Lippen und Kehle sind leicht dunkel gepudert. Der Körper ist gelblich bis braun, zum Rücken hin dunkler und zum Bauch heller.
An den großen Frontalschild grenzen zwei Paare von Präfrontalia. Je Kopfseite sind ein großer Supraokularschild, ein Parietal-, drei Interparietal- und ein einziger Lorealschilde vorhanden. Das Maul umgeben zehn oder elf Supralabialschilde und 16 bis 20 Infralabialschilde. Der Rumpf weist in der Mitte 63 bis 72 Reihen glatter Schuppen, und insgesamt 358 bis 374 Ventralschilde und 82 bis 88 geteilte Subkaudalschilde auf.

## Verbreitungsgebiet und Lebensweise
Das Verbreitungsgebiet beschränkt sich auf Neuguinea und dessen vorgelagerte, kleinere Inseln. Sie bewohnt dort hauptsächlich die niedrig gelegenen Savannen und den Monsunwald. Die Art ist vorwiegend nachtaktiv. Jagdbeute sind überwiegend Säugetiere aber auch andere Schlangen, wobei sie auch nicht vor der eigenen Art zurückschreckt. Auch Keratophagie, das für Schlangen eher ungewöhnliche Fressen der abgestreiften Haut wurde beobachtet. Über die Fortpflanzung der Art ist wenig bekannt, die Weibchen legen wie alle Pythons Eier.